# Publius Sittius
Publius Sittius (? - 44 v.Chr.) was een Romeins ridder (eques) en militair.
Sittius' familie stamde uit Nuceria in het Zuid-Italische Campania. Zijn vader, die dezelfde naam droeg, bleef Rome trouw in de Bondgenotenoorlog.
Publius Sittius werd aanhanger van Lucius Sergius Catilina en nam deel aan diens samenzweringen. Bij de tweede Catilinarische samenzwering stond Sittius in Mauretania klaar met een leger. Deze tweede poging van Catalina tot een staatsgreep werd op het laatste moment verijdeld nadat de plannen waren uitgelekt. Ondanks zijn steun voor Catilina was hij ook bevriend met diens politieke tegenstander Marcus Tullius Cicero, die hem steunde in zijn redevoering voor Lucius Cornelius Sulla (Pro Sulla). Ook later onderhield Cicero contacten met Sittius.
Toen tijdens de burgeroorlog tussen Pompeius en Caesar de strijd zich in 46 v.Chr. naar Africa verplaatste, bevond Sittius zich nog steeds in Mauretania. Samen met koning Bogudes van Mauretania verbond hij zich met Julius Caesar. Bogudes en Sittius vielen het Numidië van koning Juba I binnen, die de Pompeianen steunde. Ze belegerden de hoofdstad Cirta en namen de stad binnen enkele dagen in. Hierdoor was Juba genoodzaakt zijn leger terug te trekken uit de strijd, waardoor Caesar, nadat versterkingen waren gearriveerd, op kon trekken tegen Thapsus. Nadat Caesar de slag bij Thapsus overtuigend had gewonnen veroverde Sittius nog een Numidische versterking. Verder versloeg hij het leger van Juba's rechterhand Saburra, die hierbij sneuvelde, en vernietigde de laatste Numidische verzetshaarden. Hierdoor kon Juba nergens meer naartoe. Met de Pompeiaan Marcus Petreius vluchtte hij naar Zama, waar ze beiden zelfmoord pleegden.
Op weg naar Caesar stootte Sittius op de ongeveer 1500 man sterke troepenmacht van de Pompeiaanse bevelhebbers Lucius Afranius en Faustus Cornelius Sulla, op weg naar Spanje. Sittius wist ook hen te verslaan, waarbij Afranius en Faustus Sulla gevangen werden genomen. Enkele dagen later kwamen de twee tijdens een opstand om het leven. Kort daarop wist hij bij Hippo Regius met zijn vloot de schepen van Metellus Scipio tegen te houden: Scipio pleegde daarop zelfmoord.
Sittius kreeg van Caesar de stad Cirta en het omliggende gebied. In Plinius' encyclopedie De wereld (Naturalis Historia) uit de 1e eeuw wordt Cirta vermeld onder de naar Sittius vernoemde naam Colonia Cirta Sittianorum.
Na de moord op Julius Caesar in 44 v.Chr. werd Sittius vermoord door Arabio, een zoon van de Numidische vorst Masinissa II.